# Барановский, Александр Фёдорович
Алекса́ндр Фёдорович Барано́вский (1861—1921) — петербургский архитектор, зять Николая Никонова.

## Биография
Учился в Императорской Академии художеств (1893—1901). 1 ноября 1901 года присвоено звание художника-архитектора за проект «Городской Думы в столице».
Издатель журнала «Домовладелец» (1906—1908), совместно с архитектором П. Н. Батуевым. Служил в Главном управлении неокладных сборов и казенной продажи питей.
Дома по проектам Барановского всегда светлые. Архитектор использовал отделку камнем нижних этажей и более облегчённые верхние этажи и разнообразные оконные проемы, что характерно для модерна. Многие его дома украшены эркерами и башенками. Архитектор никогда не использовал скульптурный декор чрезмерно и активно, скорее очень аккуратно. Фирменный знак Барановского — керамическая плитка зеленого цвета, которая есть в большинстве его домов. Зеленая плитка на фасадах жилых домов Барановского «отбивает» мансардный этаж или линию кровли.

## Постройки в Петербурге
Известные работы архитектора А. Ф. Барановского в Санкт-Петербурге. Указаны современные адреса:
- Церковь Серафима Саровского на Серафимовском кладбище. Заусадебная ул., 33А — Серебряков пер., 1А (1906—1907)[7]
- Дом Общества пособия бедным женщинам. Детская ул., 15к2, 15к2А (1908—1909)[8][9]
- Доходный дом А. П. Корниловой. Средний пр. ВО, 56 — 14-я линия ВО, 41 (1909)[10]
- Доходный дом А. А. Никольского. Большой пр. ПС, 82 (1910)[11]
- Доходный дом М. Д. Корнилова. Малый пр. ПС, 26—28 — Пионерская ул., 11х (1910)[12]
- Доходный дом А. П. Максимовой. Рузовская ул., 17 — Клинский пр., 2 (1910)[13]
- Доходный дом — дворовый корпус. Малый пр. ВО, 24 (1910)
- Доходный дом М. Д. Корнилова. Средний пр. ВО, 45 — 10-я линия ВО, 27 (1910—1911)[14]
- Доходный дом А. А. и А. С. Заварзиных. Средний пр. ВО, 47 — 11-я линия ВО, 34 (1910—1911)[15]
- Доходный дом. Ижорская ул., 14 — Рыбацкая ул., 5 (1911)[16][17]
- Доходный дом Брюхановой. Дегтярная ул., 31-33 — 9-я Советская ул., 29-31 (1911)[18]
- Доходный дом Х. Г. Борхова. 19-я линия ВО, 14 — Большой пр. ВО, 54 (1911—1912)[19]
- Доходный дом Х. Г. Борхова. Большой пр. ВО, 56 (1911—1912)[20]
- Доходный дом. 16-я линия ВО, 77 (1912)[21]
- Доходный дом А. В. Онофриева. Левашовский пр., 4 (1912)[22]
- Доходный дом А. В. Виноградова. Большой пр. ПС, 65 (1912—1913)[23]